# マルセロ・ロンバ・ド・ナシメント
マルセロ・ロンバ（Marcelo Lomba）ことマルセロ・ロンバ・ド・ナシメント（ポルトガル語: Marcelo Lomba do Nascimento、1986年12月18日 - ）は、ブラジルのサッカー選手。ポジションはGK。

## クラブ歴
2006年にCRフラメンゴのトップチームに昇格。しかし、2008年まで出場はなく4月6日のカンピオナート・カリオカ・CRヴァスコ・ダ・ガマ戦で初出場。しかしその後も、ブルーノとジエゴに次ぐ第3ゴールキーパーの役割が多く出場機会は少なかった。2010年にジエゴが移籍しブルーノが逮捕されるとと第2ゴールキーパーになった。2011年にカンピオナート・ブラジレイロ・セリエBのAAポンチ・プレッタに経験を積むためにレンタル移籍する予定であったが、契約上の問題により実現しなかった。その数ヶ月後に2012年5月までの契約でECバイーアにレンタル移籍し、その後完全移籍。2015年にポンチ・プレッタにレンタル移籍した。2016年にSCインテルナシオナルに完全移籍。

## タイトル

### クラブ
フラメンゴ
- カンピオナート・ブラジレイロ・セリエA: 2009
- カンピオナート・カリオカ: 2007, 2008, 2009, 2011
- コパ・ド・ブラジル: 2006
- タッサ・グアナバラ: 2007, 2008, 2011
- タッサ・リオ: 2009, 2011

バイーア
- カンピオナート・バイアーノ: 2012, 2014

### 代表
- FIFA U-17世界選手権: 2003